# Харен (Гронинген)
Харен (нидерл. Harenо файле) — город и бывшая община на севере Нидерландов, в провинции Гронинген. Население Харена на 1 января 2007 года составляло 18 886 человек. 1 января 2019 года Харен вместе с общиной Тен-Бур был присоединён к общине Гронинген.
В общину входили населённые пункты: Эссен (Essen), Глиммен (Glimmen), Харен (Haren), Нордларен (Noordlaren), Харендермолен (Harendermolen), Оннен (Onnen) и часть городка Патэрсволде (Paterswolde). Сейчас все они являются частью общины Гронинген.
Площадь общины составляла 50,70 км², в том числе 4,10 км² водной поверхности.

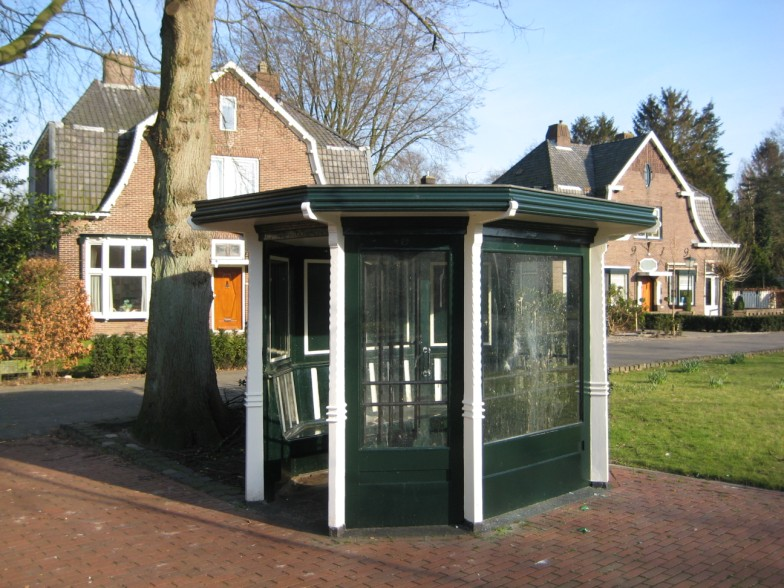
Остановка общественного транспорта в Харене

Карта Харена